# إدوارد إغان
إدوارد إغان (بالإنجليزية: Edward Egan)‏ هو كاهن كاثوليكي أمريكي، ولد في 2 أبريل 1932 في الولايات المتحدة، وتوفي في 5 مارس 2015 في مانهاتن في الولايات المتحدة بسبب توقف القلب.

## وصلات خارجية
- إدوارد إغان على موقع إن إن دي بي (الإنجليزية)